# Trelleora fumosa
Trelleora fumosa är en insektsart som beskrevs av Andrej Vasiljevitj Gorochov 1988. Trelleora fumosa ingår i släktet Trelleora och familjen syrsor. Inga underarter finns listade i Catalogue of Life.